# Ololygon centralis
Ololygon centralis é uma espécie de anfíbio da família Hylidae. Endêmica do Brasil, onde pode ser encontrada apenas no estado de Goiás e no Distrito Federal.